# Municipio Atlacomulco
Koordinaten: 19° 48′ N, 99° 52′ W
Atlacomulco ist ein Municipio im mexikanischen Bundesstaat México. Der Sitz der Gemeinde ist Atlacomulco de Fabela. Die Gemeinde hatte im Jahr 2010 93.718 Einwohner, ihre Fläche beträgt 258,6 km².
Der Name Atlacomulco kommt aus dem Nahuatl – atlacomolli ‚Brunnen‘ und -co ‚Ort, Stelle‘ – und bedeutet in etwa "Ort der Brunnen".

## Geographie
Das Municipio grenzt an die Municipios Temascalcingo, Acambay, Timilpan, Morelos und Jocotitlán.

### Größte Orte
| Ort                    | Bevölkerung |
| Municipio              | 93.718      |
| Atlacomulco de Fabela  | 22.774      |
| San Lorenzo Tlacotepec | 07.566      |
| Santiago Acutzilapan   | 05.866      |
| San Antonio Enchisi    | 04.870      |
| San Pedro del Rosal    | 04.277      |

## Söhne und Töchter
- Isidro Fabela (1882–1964), Jurist, Politiker und Schriftsteller
- Arturo Vélez Martínez (1904–1989), katholischer Geistlicher, Bischof von Toluca
- Enrique Peña Nieto (* 1966), Politiker, Präsident Mexikos von 2012 bis 2018
- Octavio „El Tavo“ Valdez (* 1973), Fußballspieler, geboren in Santiago Acutzilapan
- Liliana Mercado (* 1988), Fußballspielerin